# Med Betoning på Ljus
Med Betoning på Ljus är ett samlingsalbum av Janne Schaffer från 2005.

## Låtlista
1. MED BETONING PÅ LJUS
2. SEND IN THE CLOWNS
3. DIGGIN` YOU
4. BLUNDA OCH SE
5. NORRLAND
6. SEPTEMBER
7. CLAIRE
8. HAPPY FEET
9. FÖRSPEL TILL MÅNEN
10. JAG VILL HA EN EGEN MÅNE
11. BRUSA HÖGRE LILLA Å
12. REBECKAS DRÖM
13. BERZELII PARK
14. MORGON I ÄLGÅ
15. HÄRIFRÅN TILL EVIGHETEN
16. SÅ SKIMRANDE VAR ALDRIG HAVET